# 몬스터 호텔
《몬스터 호텔》(영어: Hotel Transylvania)는 2012년 개봉한 미국의 애니메이션 코미디 영화이다.

## 줄거리
1895년, 드라큘라 백작은 인간들의 공격으로 아내를 잃고, 인간으로부터 안전한 몬스터들만의 안식처인 호텔 트란실바니아를 짓고 딸 마비스를 키운다. 호텔은 프랑켄슈타인, 늑대인간 웨인과 완다 부부, 투명인간 그리핀, 미라 머레이 등 유명 몬스터들의 휴식처가 된다.
2012년, 마비스의 118번째 생일, 드라큘라는 마비스가 인간 세상을 보고 싶어하자 가짜 인간들로 위장한 좀비들을 보내 위협적인 분위기를 연출해 마비스를 겁주어 돌려보내려 한다. 하지만 좀비들은 실수로 인간 여행객 조나단을 호텔로 데려오고, 드라큘라는 조나단을 프랑켄슈타인 사촌 '조니스테인'으로 위장시킨다. 마비스와 조나단은 서로에게 끌리게 되고, 드라큘라는 조나단을 쫓아내려 하지만 실패한다. 드라큘라는 조나단을 파티 기획자로 속여 호텔에 머물게 하고, 조나단은 몬스터들에게 인기를 얻는다. 드라큘라는 조나단의 인기를 질투하면서도 몬스터들이 인간을 알게 될까 봐 두려워한다. 드라큘라는 조나단을 내쫓으려 하지만, 조나단과 마비스는 더욱 가까워진다.
한편, 호텔 요리사 콰지모도는 조나단이 인간임을 알게 되어 그를 납치하려다 드라큘라에게 제압당한다. 드라큘라는 조나단에게 호텔을 지은 이유와 인간을 싫어하게 된 이유를 설명하고, 조나단은 떠나려 하지만 마비스의 생일을 망치지 않기 위해 호텔에 머무르기로 한다. 드라큘라와 조나단은 함께 시간을 보내며 가까워진다.
마비스의 생일 파티 날, 마비스는 어머니의 선물을 기대하지만, 드라큘라가 조나단과의 키스에 과민반응하며 마비스를 속였다는 사실이 드러난다. 콰지모도는 조나단이 인간이라는 사실을 폭로하고, 몬스터들은 분노하지만 마비스는 조나단과 함께하고 싶어한다. 그러나 조나단은 드라큘라를 존중하여 호텔을 떠난다.
상심한 마비스를 달래주려던 드라큘라는 마비스의 선물이 부모님의 사랑 이야기를 담은 책이라는 것을 알게 되고, 인간에 대한 자신의 편견을 깨닫는다. 드라큘라는 친구들과 함께 인간 세상으로 나가 조나단을 찾아 나선다. 몬스터들은 인간들이 즐기는 몬스터 축제를 경험하고, 프랑켄슈타인은 인간들의 호의를 확인한다. 인간들의 도움으로 드라큘라는 조나단이 떠나는 비행기를 쫓아간다. 드라큘라는 조종사의 정신을 조종하여 자신의 진심을 전하고, 조나단은 드라큘라의 사과를 받아들인다.
드라큘라는 조나단을 마비스에게 데려다주고, 마비스와 조나단은 서로의 사랑을 확인한다. 몬스터들은 함께 마비스의 생일 파티를 다시 열며 영화는 끝을 맺는다.

## 캐스팅
- 애덤 샌들러 - 드라큘라역
- 셀레나 고메즈 - Mavis역
- 앤디 샘버그 - Jonathan역
- 케빈 제임스 - Frank역
- 프랜 드레셔 - Eunice역
- 존 로비츠 - Quasimodo역

## 한국판 캐스팅
- 이장원 - 드락
- 정혜원 - 마비스
- 남도형 - 조나단
- 김태균 - 콰지모도

## 후속편
후속편인 《몬스터 호텔 2》가 2015년 9월 25일 개봉하였다.
2015년 11월, 소니 픽쳐스 애니메이션은 《몬스터 호텔 3》이 2018년 9월 21일에 개봉하였다.
2017년에는 TV 카툰 애니메이션으로 제작하여 《몬스터 호텔 시리즈》를 디즈니 채널에서 방영되었음을 발표하였다.